# Mouctar Diakhaby
Mouctar Diakhaby (Vendôme, França, 19 de desembre de 1996) és un futbolista professional francés que juga com a defensa i el seu equip actual és el València CF.

## Carrera de club

### Lió
Diakhaby va debutar amb el primer equip de l'Olympique de Lió el 10 de setembre de 2016 en un partit de Ligue 1 contra el FC Girondins de Bordeaux, jugant tot el partit en una derrota a casa per 1-3. El 30 de novembre de 2016, va marcar el seu primer gol en competició pel primer equip del Lió en una golejada a fora per 6–0 contra el FC Nantes.
El 23 de febrer de 2017, Diakhaby va fer un gol (al minut 89) en el partit de tornada dels trenta-dosens de final de l'Europa League 2016–17, en una victòria a casa per 7–1 contra l'AZ Alkmaar el que seria el seu primer en Lliga Europa de la UEFA o Lliga de Campions de la UEFA goal. També va marcar en cadascun dels dos partits de setzens de final de la Lliga Europa de la UEFA 2016–17 contra l'AS Roma.

### València
El 28 de juny de 2018, Diakhaby va signar contracte per cinc anys amb el València CF.

## Palmarès
València CF
- 1 Copa del Rei: 2018-19.